# Bibbia CEI

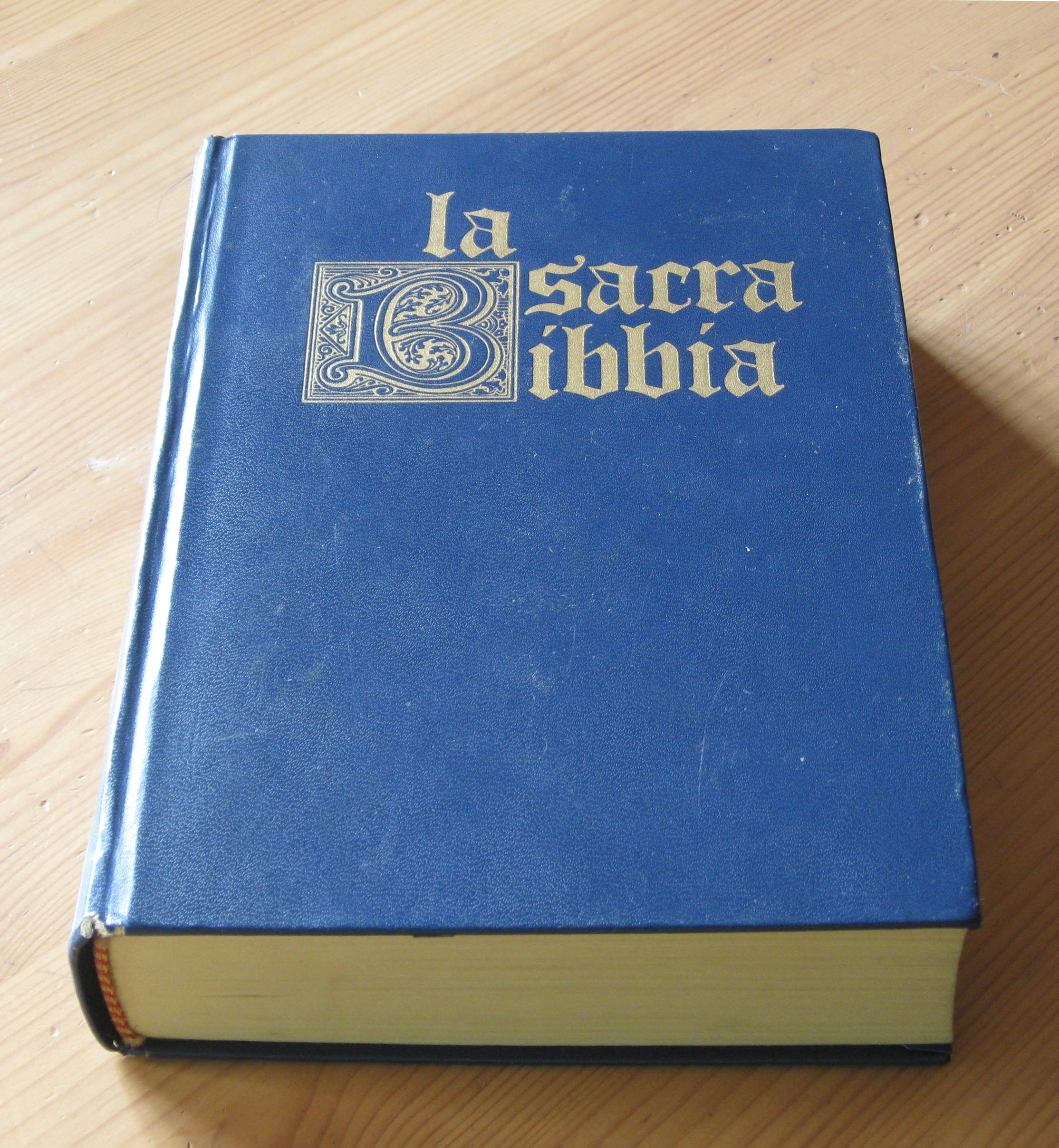
Bibbia CEI 1968

La Bibbia CEI (titolo completo: La sacra Bibbia) è la traduzione italiana cattolica ufficiale della Bibbia, a cura della CEI, la Conferenza Episcopale Italiana.

## Editio princeps (CEI 1971)
La storia della Bibbia CEI inizia il 7 ottobre 1965, quando la segreteria della Conferenza Episcopale Italiana nominò una commissione di vescovi per progettare una nuova traduzione in italiano della Bibbia, con lo scopo di fornire una traduzione adatta all'uso liturgico italiano, secondo le indicazioni del Concilio Vaticano II.
La commissione era così composta:
- card. Ermenegildo Florit (presidente);
- card. Giovanni Colombo (revisione letteraria);
- mons. Raffaele Calabria (revisione teologica);
- mons. Carlo Manziana (per commissione liturgica);
- mons. Alessandro Piazza (segretario).

Il “piano di lavoro” del 18 novembre 1965 della neonata commissione indicava cinque esigenze prioritarie:
- esattezza nel rendere il testo originale;
- precisione teologica, nell'ambito della stessa Scrittura;
- modernità e bellezza della lingua italiana;
- eufonia della frase per favorirne la proclamazione;
- ritmo che permetta la possibilità di musicare, cantare, recitare i testi (in particolare i Salmi e gli inni contenuti negli altri libri biblici);

Inoltre, in conformità con le direttive del Concilio Vaticano II, la traduzione doveva risultare in accordo con la Vulgata. Tale obiettivo tricefalo (fedeltà ai testi originali, alla lingua italiana, alla Vulgata) lascia intuire le difficoltà e i dilemmi che devono aver divorato traduttori e revisori, in particolare lavorando alla versione dei Salmi.
Per la realizzazione pratica, nel “piano di lavoro” si proponeva non una traduzione ex novo dai testi originali, ma un confronto con le principali versioni italiane dai testi originali allora esistenti: Edizioni Paoline, Bibbia della Libreria Fiorentina; Bibbia UTET; Bibbia Garofalo ed. Marietti; Bibbia dei Professori Francescani, Bibbia del Pontificio Istituto Biblico. In un secondo tempo fu deciso di operare una revisione della sola versione UTET del 1963, abbastanza omogenea e uniforme in quanto opera di tre soli traduttori.
Per tale revisione furono incaricati un gruppo di biblisti (S. Bovo; G. Bresson; G. Canfora, S. Cipriani; F. Nardoni; N. Palmarini; A. Piazza; L. Randellini, F. Vattioni, S. Zedda) che iniziarono il lavoro nei primi mesi del 1966. Questa prima fase del lavoro venne svolta individualmente sui vari libri, senza un preciso lavoro di gruppo. Ciò portò alle piccole disarmonie e discrepanze che si possono a volte riscontrare tra libro e libro.
Raccolti i singoli contributi dei vari biblisti le bozze del testo "grezzo" furono stampate nel 1969 in quattro volumi: 15 marzo Nuovo Testamento; 15 aprile Pentateuco, Giosuè, Giudici, Rut; 31 luglio: 1-2 Samuele, 1-2 Maccabei, Giobbe; ancora 31 luglio: Proverbi, Qoelet, Cantico, Sapienza, Siracide, Profeti. I volumi non furono pubblicati ma spediti ai vescovi con richiesta di far pervenire osservazioni e suggerimenti. I contributi diocesani non furono molti. La traduzione del Salterio, terreno minato in quanto combattutissimo tra esigenze di aderenza all'ebraico/latino da una parte ed eufonia nella lingua italiana dall'altra, uscì solo nel 1970.
Per tutto il 1970 e nei primi mesi del 1971 furono all'opera i revisori (scrittori, docenti universitari, poeti, musici) con l'intento di migliorare la leggibilità e la facilità di proclamazione del testo tradotto. Collaborarono come revisori letterari P. Bargellini; A.M. Canopi, G. Devoto, M. Luzi, U. Marvaldi, B. Migliorini, F. Montanari, A. Mor, G. Pampaloni, L.M. Personè, G. Petrocchi, D. Pieraccioni, M. Puppo, P. Sacchi, G. Villani. L'aspetto ritmico-musicale fu rivisto da P. Ernetti, E. Messore, L. Migliavacca, M. Vieri. Terminata la revisione le bozze furono rispedite ai traduttori. Un deciso intervento della direzione editoriale pose fine alle interminabili correzioni incrociate.
Nel giugno 1968 si raggiunse un accordo tra segreteria CEI e Società Biblica Protestante affinché l'elaboranda Bibbia CEI potesse diventare una Bibbia comune. Difficoltà sorte successivamente però portarono ad abbandonare tale progetto che si sarebbe dimostrato ecumenicamente preziosissimo.
In data 25 dicembre 1971 fu pubblicato il lavoro ultimato per i tipi delle Edizioni Pastorali Italiane di Roma, detto poi Editio princeps.     L'edizione constava di due volumi: il primo, di pp. 1957 con XV tavole fuori testo, conteneva la traduzione vera e propria; il secondo, di pp. 302, comprendeva le introduzioni e le note al testo, curate, senza alcun carattere di ufficialità, da mons. Salvatore Garofalo, allora probabilmente il più noto e autorevole biblista italiano.

## Stile
Conformemente all'indicazione di ‘modernità e bellezza della lingua italiana’, lo stile della Bibbia CEI cerca di essere più vicino alla lingua corretta e corrente che non alla resa meccanica del significato originale: in termini traduttologici, viene cercata un'equivalenza funzionale a discapito di quella formale. Per esempio non vengono resi alcuni semitismi presenti nei testi originali che risulterebbero incomprensibili per un lettore e uditore italiano, come in Lc 1,69 dove si legge "ha suscitato per noi una salvezza potente", quando una resa letterale o formale del testo greco originale suonerebbe come un incomprensibile "eresse un corno di salvezza".
Tale ricerca di equivalenza funzionale poteva talvolta spingersi oltre: in alcuni versetti la resa del testo è stata così formale, cioè aderente al significato letterale, da produrre frasi italiane che possono apparire curiose, incomprensibili o fuorvianti.

## Editio minor (CEI 1974)
In fase di revisione del testo CEI in vista della pubblicazione di lezionari liturgici (1972-1974), la neonata versione mise in luce rari piccoli difetti di stile più che veri e propri errori di traduzione, inevitabili in lavori di tale tipo, unitamente ad alcune costruzioni periodali contorte e vocabolario talora non adatto. Mons. Piazza, già collaboratore dell'editio princeps, curò la correzione di tali lievi difetti, e ne è derivata cosiddetta editio minor, pubblicata nella Pasqua (14 aprile) 1974. Da allora l'edizione è adottata nei lezionari e nel breviario della liturgia cattolica italiana.

## Imprecisioni
L'uso diffuso della editio minor mise in luce altre piccole imperfezioni che erano sfuggite durante le precedenti revisioni. Per esempio:
- 1Sam 4,10[10]: la CEI parla di 30 000 uccisi, mentre nel Testo Masoretico si parla di 3 000;
- 1Mac 15,23[11]: Lidia in luogo dell'originale Licia;
- Lc 1,55b[12]: “ad Abramo e alla sua discendenza” è una resa teologicamente imperfetta dell'originale “per Abramo e per la sua discendenza”);
- Mt 10,27[13] “predicatelo sui tetti”, invece del più corretto “dalle terrazze”;
- Mt 16,23[14] “Lungi da me, satana”, invece del più corretto “Va' dietro a me, satana”;
- Mt 17,5[15] “dalla nube” tralasciato;
- Mt 22,4[16] “dite agli invitati” tralasciato;
- Mt 27,61[17] “sedute” tralasciato;
- Mc 1,13[18] “nel deserto” tralasciato;
- Mc 12,30[19] “e con tutta l'anima”, tralasciato;
- At 2,1[20] “il giorno di Pentecoste stava per finire”, invece di “stava per raggiungere il suo adempimento”;
- Rm 4,1[21] “che cosa ha ottenuto?”, tralasciato;
- Ap 5,10[22] “un regno di sacerdoti”, invece di “un regno e sacerdoti”.

## "Nuova CEI" (CEI 2008)
Per far fronte a queste imperfezioni il 9 ottobre 1986 la Commissione Episcopale per la liturgia della CEI discusse di una possibile revisione della Bibbia CEI. Vennero indicate come ipotesi di lavoro:
- ordinare le osservazioni critiche raccolte circa l'attuale Bibbia CEI:
  - relative a traduzioni errate o imprecise;
  - relative alla difficoltà di proclamazione;
  - relative alla eccessiva complessità sintattica;
- formulare criteri per una revisione operata da un'équipe apposita:
  - correggere le traduzioni errate;
  - rendere più facile e semplice il periodare;
  - curare ancor di più lo stile letterario in vista della proclamazione

Il lavoro doveva basarsi su un maggiore controllo dei testi originali, cercando di eliminare inoltre quelle lievi discrepanze, in particolare intercorrenti tra i vangeli sinottici, che caratterizzano lavori di traduzioni a più mani. Il 6 maggio 1988 il segretario generale della CEI Camillo Ruini convocò una commissione di studiosi per procedere alla revisione, così composta: Giuseppe Costanzo (presidente); Wilhelm Egger; Alberto Giglioli; Alessandro Piazza; Carlo Buzzetti; Eugenio Costa; Giuseppe Daniele (segretario); Giuseppe Ghiberti; Carlo Ghidelli; Nicolò Palmarini; Luigi Sessa; Giulio Villani.
Durante la riunione tenuta dal Consiglio Episcopale Permanente il 25-28 settembre 1989 vennero aggiunte alle indicazioni di cui sopra il riferimento normativo alla Nova Vulgata, in particolare allorquando il testo originale è aperto a diverse interpretazioni. La coordinazione del gruppo di lavoro fu affidata a Giuseppe Danieli, allora presidente dell'Associazione Biblica Italiana. Diedero la loro disponibilità alla revisione anche alcuni docenti dello Studium biblicum franciscanum di Gerusalemme. Una prima revisione del NT fu terminata nel 1991 ad opera di complessivamente 17 biblisti: Giuseppe Betori (At), Claudio Bottini (lettere cattoliche); Adriana Bottino (Gv, Rm), Lino Cignelli (lettere cattoliche), Giuseppe Danieli (Mt), Angelico di Mauro (Fil, Col, Fm), Claudio Doglio (Ap), Vittorio Fusco (Lc), Cesare Marcheselli Casale (1Cor), Mario Masini (Eb), Francesco Mosetto (1-2 Ts), Romano Penna (Rm, Ef), Antonio Pitta (Gal), Giuseppe Segalla (Gv), Lorenzo Zani (Mc), Silverio Zedda (lettere pastorali), Italo Zedde (2 Cor).
Questa prima revisione fu poi revisionata da altri studiosi: Carlo Ghidelli, biblista; Eugenio Costa, musicista e musicologo; Giulio Villani, italianista.
Nel settembre 1996 la revisione del Nuovo Testamento fu terminata, e venne pubblicata il 30 marzo 1997 dalla L.E.V. ad experimentum, ritirata dopo pochi mesi. Il lavoro di revisione dell'Antico Testamento, la cui conclusione era originariamente prevista per il Giubileo del 2000, proseguì sino al 2007. Le modifiche sull'intero testo biblico sono state circa centomila.
Il 12 novembre 2007 mons. Giuseppe Betori, segretario generale della CEI, ha annunciato la pubblicazione dei tre nuovi lezionari liturgici festivi, cioè i libri contenenti le letture da proclamare durante il rito domenicale e festivo della messa, in conformità al testo della nuova traduzione della Bibbia.
Nel 2008 furono pubblicati anche i lezionari feriali, da usare per la messa nei giorni infrasettimanali mentre i lezionari festivi si possono usare dal 2 dicembre 2007, prima domenica d'Avvento, diventando obbligatori, soppiantando i precedenti, dalla prima domenica d'Avvento del 2010 (28 novembre). I brani contenuti nei lezionari non coprono l'intera Bibbia.
L'intero testo revisionato fu pubblicato nel giugno 2008 dalla Libreria Editrice Vaticana.
Dal 1º ottobre 2008 ne è commercializzata la coedizione Cei - Uelci (Unione editori e librai cattolici italiani).
L'edizione è composta da 1141 capitoli ed è stata adottata immediatamente dalla Chiesa Cattolica, dalla Chiesa Ortodossa (Mons. Gennadios Zervòs) e dal Patriarcato greco-melchita di Antiochia nella persona di Gregorio III Laham.
Nel 2009 inizia la pubblicazione della Bibbia San Paolo, la nuova Bibbia per la famiglia, in vari volumi, con lo stesso testo della Bibbia CEI 2008.